# 붉은귀거북속
붉은귀거북속(Trachemys) 또는 노란배거북속은 거북목 늪거북과에 속하는 거북의 속이다.
연못거북이 대표적이며 연못거북의 아종은 붉은귀거북, 노란배거북, 컴벌랜드거북이 있다. 대한민국에는 붉은귀거북이 수입금지된 이후 다른 아종까지 수입되면서 속 자체가 수입금지되었다.

## 같이 보기

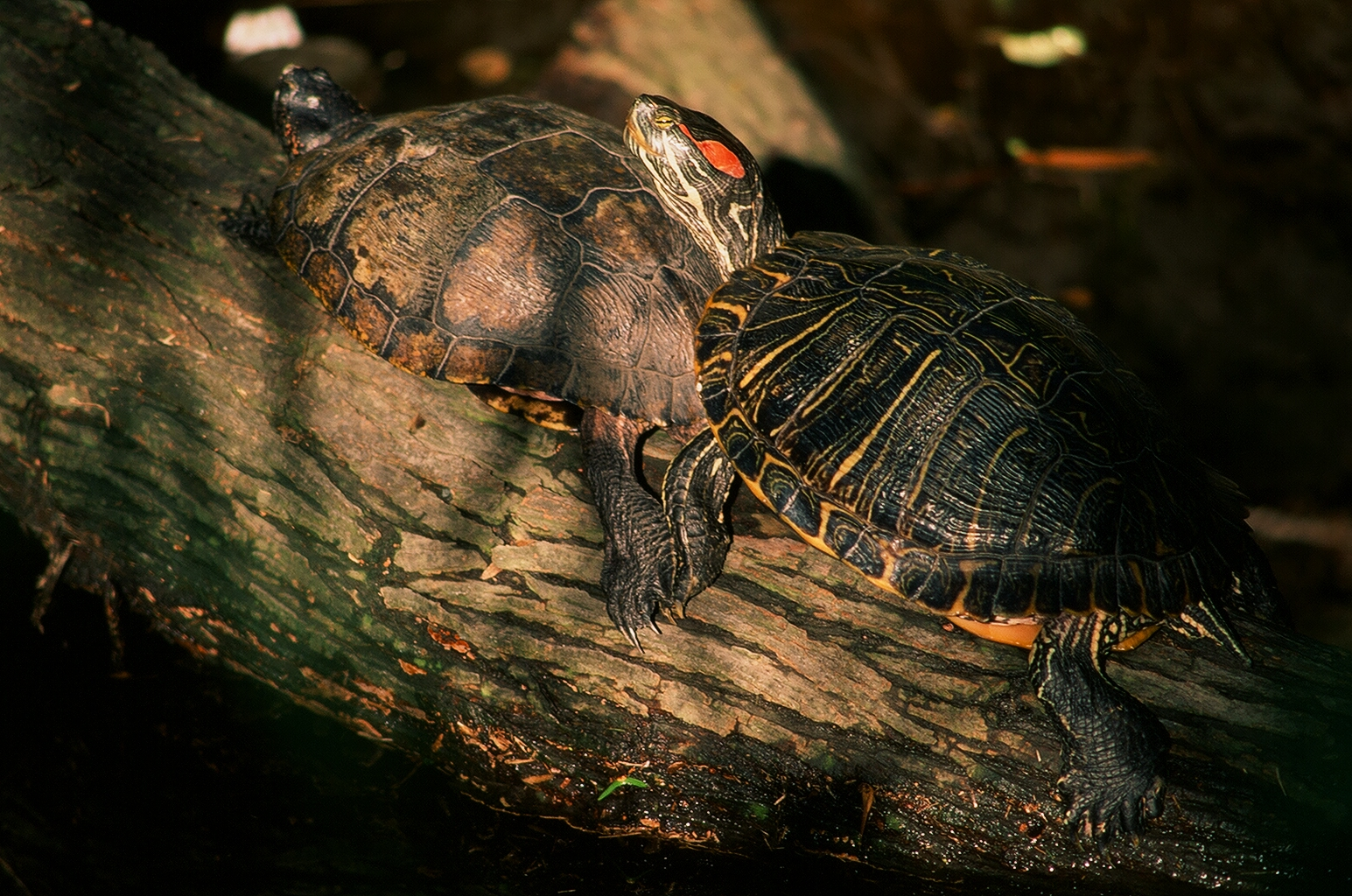

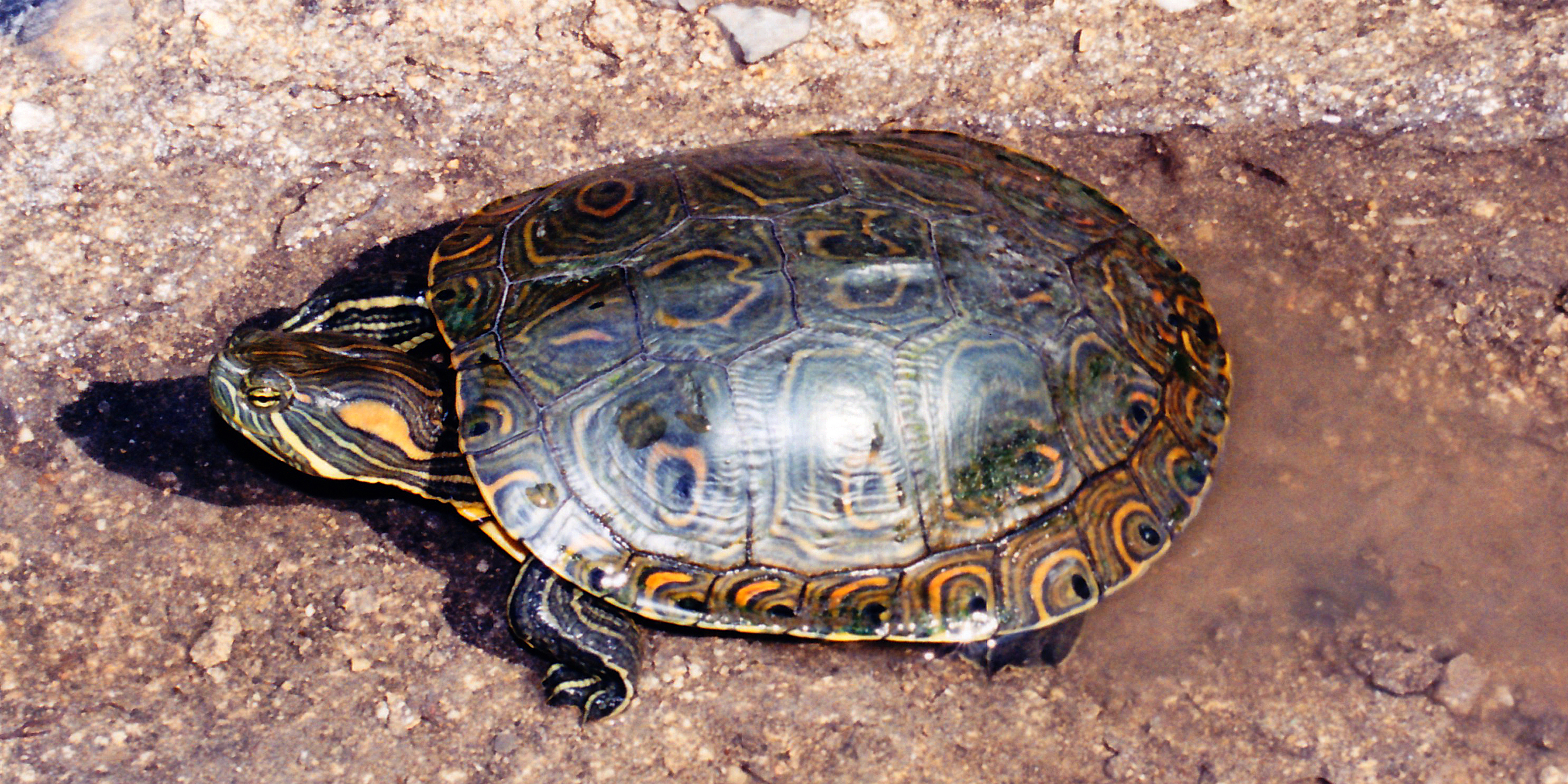

- 거북
  - 노란배거북
  - 붉은귀거북
  - 컴벌랜드거북
- 생태계교란야생동·식물